# سد السالتو
سد السالتو (به اسپانیایی: Presa El Salto) یک سد، نیروگاه و یادمان در اسپانیا است که در El Carpio واقع شده‌است.